# Multiple Realisierung
Der Verweis auf die multiple Realisierung verhilft zu einem klassischen Argument in der Philosophie des Geistes. Dieses Argument beschäftigt sich mit der Multirealisierbarkeit mentaler Zustände. Hier ist der entscheidende Auslöser für den Übergang von der Identitätstheorie zum Funktionalismus zu finden. Die klassische Formulierung des Arguments über die multiple Realisierung stammt von Hilary Putnam (Abschnitt 1). Jerry Fodor hat das Argument generalisiert und mit ihm gegen einen überzogenen Reduktionismus und für eine Eigenständigkeit der Einzelwissenschaften argumentiert (Abschnitt 2).

## Multiple Realisierung (bzw. die Multirealisierbarkeit mentaler Zustände) als Argument gegen die Identitätstheorie

### Die Identitätstheorie
Die Identitätstheorie steht an einer gut lokalisierbaren Stelle in der Geschichte der Philosophie des Geistes: Sie ist die unmittelbare Reaktion auf das Scheitern des Behaviorismus, wie er etwa von Carl Gustav Hempel oder Gilbert Ryle vertreten wurde. Die Lehre, die aus diesem Scheitern gezogen wurde, war: Mentalen Zuständen ist nicht allein durch Verhaltensbeschreibungen beizukommen. Doch was können mentale Zustände sein?
Die naheliegende Antwort der Identitätstheoretiker lautet: „Mentale Zustände sind mit Gehirnzuständen identisch.“  Für jeden mentalen Zustand M (also etwa Kopfschmerz) soll es einen Gehirnzustand G geben, mit dem M identisch ist. Dabei sind M und G als Typen zu verstehen.  Der Typ „Kopfschmerz“ meint Kopfschmerz als generelles Konzept und nicht einen einzelnen Kopfschmerz (das sind die Token). Die These ist also, dass  M-Typen mit G-Typen identisch sind.

### Der Einwand
Hilary Putnam (1967) entwickelte erstmals das Argument der multiplen Realisierbarkeit, das zeigen sollte, dass ein mentaler Zustand nicht mit einem Gehirnzustand identisch sein kann: Die einzelnen, konkreten mentalen Zustände (die Token) können nämlich in verschiedenen Wesen durch ganz verschiedene Gehirnzustände realisiert sein. Man denke etwa an  die Schmerzen eines Lurches und eines Menschen. Es ist einfach unwahrscheinlich, dass in ihnen die gleichen Gehirnprozesse ablaufen, wenn sie Schmerzen spüren. Es könnte sein, dass Schmerzen bei Menschen durch das Feuern von C-Fasern realisiert werden, bei Lurchen jedoch durch etwas völlig anderes. Dennoch können Lurche und Menschen Schmerzen haben. Sie haben also die gleichen mentalen Zustände, aber verschiedene Gehirnzustände. Also können mentale Zustände (M-Typen) nicht mit Gehirnzuständen (G-Typen) identisch sein.
Mit diesem Argument galt die klassische Identitätstheorie bei vielen als widerlegt. (Vergleiche jedoch Jaegwon Kim 1993.) Natürlich konnte man immer noch annehmen, dass M-Token mit G-Token identisch sind. Eine solche Theorie wurde etwa von Donald Davidson formuliert: der anormale Monismus. Es bleibt jedoch die Frage offen, was die einzelnen M-Token zusammenhält, was sie zu verschiedenen Instanzierungen des gleichen Typen macht. Die orthodoxe Antwort auf diese Frage war der Funktionalismus: Alle gleichartigen M-Token werden durch den gleichen funktionalen Zustand (Typ) F realisiert.
Die Multirealisierbarkeit mentaler Zustände ist entscheidend für den Niedergang der Identitätstheorie, da sie dieser ihren empirischen Gehalt streitig macht. Es ist inzwischen bewiesen, dass nicht nur bei ungleichen Wesen, sondern auch bei verschiedenen Personen ein bestimmter mentaler Zustand auch mit unterschiedlichen neuronalen Zuständen in Wechselbeziehung zueinander stehen kann. Dies lässt sich heutzutage mit Hilfe der Positronen-Emissions-Tomographie (PET) beobachten. Die PET wird u. a. verwendet, um die Funktionen des Gehirns zu untersuchen und zu erforschen. Eine Versuchsperson inhaliert hierzu einen radioaktiven Sauerstoff (oder auch Glukose). Danach wird die Konzentration des Stoffes in den unterschiedlichen Arealen des Gehirns gemessen. Ein größerer Verbrauch der Substanz lässt gleichzeitig auf eine höhere neuronale Aktivität schließen. In den aktiveren Teilen des Gehirns findet eine höhere Durchblutung statt. Aufgrund dieser Untersuchung konnte festgestellt werden, dass bei unterschiedlichen Personen, die dieselben Aufgaben lösen sollen, zwar häufig ähnliche, aber kaum identische Gehirnzustände beobachtet werden können. Auffällig ist hierbei auch der erhebliche Unterschied bei den Gehirnaktivitäten von Männern und Frauen.
Darüber hinaus kann man beobachten, dass sich die Korrelationen zwischen mentalen Zuständen und Gehirnzuständen sogar bei einzelnen Personen im Laufe ihres Lebens verändern. Dies kann z. B. die Folge einer Gehirnverletzung sein. Gesunde Teile des Gehirns übernehmen teilweise Funktionen, die der geschädigte Teil nicht mehr ausüben kann. Es klingt daher ziemlich unwahrscheinlich, dass jedem mentalen Zustand genau ein neurophysiologischer Zustand entsprechen soll. Es resultiert eine eher schwache empirische Grundlage für die Identitätstheorie, da die vorauszusetzende naturgesetzliche Korrelation fehlt.

## Multiple Realisierung als Argument gegen den Reduktionismus
Oft wird angenommen, dass die multiple Realisierung nicht nur ein Argument gegen die Identitätstheorie bietet, sondern reduktionistische Positionen allgemein unbefriedigend macht. Es ist insbesondere Jerry Fodor (1974) gewesen, der das Argument der multiplen Realisierbarkeit generalisiert hat.  Er ist der Meinung, dass das Argument zeigt, dass den Einzelwissenschaften (etwa Psychologie oder Ökonomie) ein autonomer Status gegenüber der Physik einzuräumen ist. Die Gesetze der Einzelwissenschaften seien nämlich prinzipiell nicht auf Gesetze der Physik zurückzuführen.
Dies begründet Fodor wie folgt:
1. Es lassen sich ohne weiteres Generalisierungen über Ereignisse formulieren, ohne dass deren physikalische Beschreibungen irgendwelche Gemeinsamkeiten dazu aufweisen müssen.
2. Die Frage nach den physikalischen Beschreibungen ist häufig sogar irrelevant für die Wahrheit und  Interessantheit der Generalisierungen oder auch für ihre epistemologisch wichtigen Eigenschaften.
3. Größtenteils beschäftigen sich die Einzelwissenschaften dazu auch mit Generalisierungen der o. g. Art.

Denken wir an ein triviales psychologisches Gesetz: „Wenn X Y hasst, dann wird X Y nicht küssen - es sei denn X verspricht sich irgendwelche Vorteile davon.“ Wenn das Argument der multiplen Realisierbarkeit stimmt, so gibt es kein physikalisches Gesetz, auf den sich das psychologische Gesetz reduzieren ließe: Denn „hassen“ kann in verschiedenen Personen ganz verschieden realisiert sein, so dass die Fälle in physikalischer Sprache nicht mehr als zusammengehörig erkannt werden können.
Ein vielleicht noch offensichtlicheres Beispiel bietet die Ökonomie. Dies lässt sich anhand Greshams Gesetz verdeutlichen. Wird das Wertverhältnis zwischen mehreren Währungen gesetzlich festgelegt, so verdrängt die schlechtere Währung die bessere. Dieses Gesetz gilt unabhängig davon, woraus das Zahlungsmittel besteht bzw. gemacht ist (Gold, Nickel, Muscheln, …), es ist also unabhängig von den einzelnen physischen Realisierungen. Würden wir also nur das physische Geschehen beschreiben, so würden wir gar nicht erkennen, was all die verschiedenen Fälle zusammenhält. Fodor meint daher, dass jeder Austausch von Zahlungsmitteln zwar physikalisch beschrieben werden kann. Alle diese Ereignisse können jedoch kaum unter ein und denselben physikalischen Artbegriff fallen. Demnach können verschiedene Arten des Zahlungsverkehrs interessante Gemeinsamkeiten besitzen. Diese lassen sich jedoch sicherlich nicht auf eine einzige physikalische Beschreibung zurückführen.
Demnach folgt nach Fodor, dass vernünftigerweise nicht angenommen werden kann, dass jedem einzelwissenschaftlichen Artbegriff 'F' genau ein physikalischer Artbegriff 'P' derart zugeordnet werden kann, dass sich zu jedem einzelwissenschaftlichen Gesetz
(1) Für alle x: Wenn x F hat, hat x auch F'
aus der Physik das Bildgesetz
(2) Für alle x: Wenn x P hat, hat x auch P'
ableiten lässt.
(→ siehe hierzu: Beckermann, S. 140)
Es ist somit weitaus wahrscheinlicher, dass verschiedene Ereignisse auf sehr unterschiedliche Weise physikalisch realisiert sind.